# Sardinella neglecta
Sardinella neglecta es una especie de pez de la familia Clupeidae en el orden de los Clupeiformes.

## Morfología
• Los machos pueden alcanzar 13 cm de longitud total.

## Alimentación
Come fitoplancton.

## Hábitat
Es un pez de mar y pelágico que se encuentra en áreas de clima tropical (7 ° N-14 ° S, 38 ° E-49 ° E) hasta los 60 m de profundidad.

## Distribución geográfica
Se encuentra en Somalia, Kenia y Tanzania.

## Costumbres
Forma bancos en las aguas costeras.